# 木梨鹰一
木梨鹰一（日语：／ Kinaru takakasu，1902年3月7日—1944年7月26日）是第二次世界大战期间大日本帝国海军的一名潜艇指挥官。他因在1942年担任“伊-19”号潜艇舰长时，以一轮齐射六枚鱼雷击沉了美国海军航空母舰“胡蜂”号和驱逐舰“奥拜恩”号，并重伤战列舰“北卡罗来纳”号而闻名。

## 生平
木梨鹰一是大分县臼杵市本地人，出生于1902年3月7日。他早期的生涯并不顺利，1920年他以255名学员中垫底的成绩毕业于日本海军兵学校第51期。他在装甲巡洋舰“岩手”号和轻巡洋舰“龙田”号上担任海军候补生，并在装甲巡洋舰“出云”号上参加了远洋航行训练，在1924年至1925年间访问了夏威夷希洛、墨西哥阿卡普尔科、巴拿马巴尔博亚、加利福尼亚州旧金山、加拿大不列颠哥伦比亚省温哥华、夏威夷檀香山、贾卢伊特环礁、楚克环礁、塞班岛和小笠原群岛。他在“出云”号航行期间晋升为准尉，返回日本后完成了海军炮兵和鱼雷战训练。之后，他被分配到驱逐舰「春風」號，并于1926年12月晋升为少尉。

### 潜艇指挥官
1927年，木梨鹰一转入日本潜艇部队。他于1929年11月晋升为中尉，并在20世纪30年代中期分别在「伊-61」號、“伊-54”号和「伊-66」號潜艇、江河炮舰“安宅”号和驱逐舰“吹雪”号上担任过各种职务。1937年12月，他晋升为少校，并被指派到布雷舰“冲岛”号上。
1938年至1940年间，木梨鹰一在“吕-59”号上首次担任潜艇的指挥官。1940年，他被重新分配到潜艇作战学校，但六个月后又重返大海，于1940年7月至11月担任“伊-3”号潜艇舰长，并于1940年11月至1941年7月担任“吕-34”号舰长。
1941年12月珍珠港事件发生时，木梨鹰一是“伊-62”号潜艇的舰长，该潜艇于1942年5月20日改编号为“伊-162”号。1942年6月中途岛战役中指挥“伊-162”号后不久，他接管了潜艇“伊-19”号的指挥权。

### 参加瓜岛海战
1942年9月15日，在瓜达尔卡纳尔战役期间巡逻所罗门群岛南部时，木梨鷹一指揮“伊-19”号发现并攻击了运送第7海军陆战队和物资到瓜达尔卡纳尔岛的美国“胡蜂”号航空母舰特遣舰队。“伊-19”号突破了美军驱逐舰的防线，在距离航空母舰不到500碼（460）的距离发射了六枚鱼雷。其中三枚鱼雷击中“胡蜂”号并引发不可控制的大火，迫使该舰弃船，并最终沉没。其余三枚鱼雷则继续在海中航行了12海里（22；14英里）进入以航空母舰“大黄蜂”号为中心的另一个特遣舰队，分别击中了战列舰“北卡罗来纳”号和驱逐舰“奥拜恩”号。几周后，“奥拜恩”号最终沉没，“北卡罗来纳”号受损严重，不得不停航数月进船坞维修。不到两个月后，木梨鹰一晋升为海军中佐，并荣幸地受到裕仁天皇的亲自接见。
1943年5月2日，木梨鹰一指挥“伊-19”号潜艇在斐济苏瓦附近用鱼雷击中了自由轮“威廉·威廉姆斯”号。然而，不知何故，木梨鹰一选择不击沉这艘受重创的船只。后来这艘船被拖到新西兰修复，成为美国海军货船“金星”号。

### 执行“柳作战”
自1943年10月起，木梨鹰一担任「伊-29」號潛艦的舰长。1943年12月17日，“伊-29”号依据轴心国三国同盟条约执行秘密“柳作战”任务，负责纳粹德国与日本之间的人员、战略物资和制成品的交换。在新加坡，这艘潜艇装载了80吨生橡胶、80吨钨、50吨锡、2吨锌、3吨奎宁、鸦片以及咖啡。尽管盟军“超级”信号情报解密揭露了他任务，“伊-29”号仍然成功于1944年3月11日抵达德占法国洛里昂。就当艇员在法国休息时，木梨鹰一前往柏林。在柏林，他因在击沉“胡蜂”号的行动中所起的作用而被阿道夫·希特勒亲自授予二级铁十字勋章。
“伊-29”号潜艇于1944年4月16日离开洛里昂，搭载着18名乘客和一台鱼雷艇发动机、恩尼格玛密码机、雷达组件、瓦尔特HWK109火箭发动机以及梅塞施密特Me 163和梅塞施密特Me 262的蓝图以支持三菱J8M火箭战斗机的研发，并于1944年7月14日抵达新加坡。
在“伊-29”号潜艇随后从新加坡前往日本吴市的航行中，美国海军指挥官沃伦·D·威尔金的“野猫”潜艇特遣队——由“软棘鱼”号、“银花鲈鱼”号、和“锯鳐”号组成——利用“超级”信号情报拦截了“伊-29”号潜艇。1944年7月26日晚上，“锯鳐”号用三枚鱼雷击中了“伊-29”号潜艇。“伊-29”号在20°06′N 121°33′E / 20.10°N 121.55°E当即沉没，木梨鹰一和他的大部分船员全部丧生，仅有一名船员生还。
作为二战期间最成功的日本潜艇指挥官，木梨鹰一指挥潜艇共击沉了五艘军舰和两艘商船，总吨位为39,097 GRT，并损坏了另外一艘军舰和四艘商船，总吨位为69,542 GRT。

## 脚注

### 引文
1. ↑  Dupuy (1992)，第404頁.
2. 1 2 3 4 5 6  秦郁彦 (2005)，第201頁，第1部 主要陸海軍人の履歴-海軍-木梨鷹一.
3. ↑  王华 (2022)，第282頁.
4. ↑  Padfield (1989)，第251頁.
5. 1 2  Parkin (2001)，第79頁.
6. ↑  Harris (2001)，第342頁.
7. ↑  . 美國海軍軍艦辭典. 美國海軍部歷史與遺產司令部.
8. ↑  .   [2011-07-16]. （原始内容存档于2011-07-16）.
9. ↑  吉村昭 (2011)，第297-321頁，十八.
10. ↑  刘杨 (2020)，第231頁.
11. ↑  刘杨 (2020)，第188頁.
12. ↑  刘杨 (2020)，第90頁.
13. ↑  Billings (2006)，第96頁，Battleground Atlantic.
14. ↑  . ijnsubsite.info.   [22 October 2023]. （原始内容存档于2023-03-22）.